# Henri Le Guen
Henri Le Guen-Kâpras, né Henri Le Guen à Landivisiau le 7 avril 1963, est un poète français.

## Biographie
Breton de naissance, il fait de brillantes études scientifiques puis managériales à Angers et à Lille. Il commence à écrire en 1998 et publie alors son premier recueil, Le cœur sur la plume.
Henri Le Guen-Kâpras a été publié dans de nombreuses revues et a reçu la médaille d'argent de l'Association des écrivains bretons en 2012.

## Style
Il définit ainsi son approche de la poésie : « Passionné par l'histoire humaine, l'auteur est fasciné par les mystères qui en jalonnent le cours. Conquis par la Beauté, enivré par l'abstraction des parfums, il arpente les étendues de la conscience et cueille le sel de l'existence. Le poète, en quête d'hédonisme, tressaille soudain. En pleine symphonie, il surprend le sens caché du verbe. ».

## Œuvres
- Le< temps des équinoxes, Ed. Unicité, 2025.
- Confessions d'un temps vénusien, Ed. Unicité, 2024.
- Le berceau du ciel blanc, Ed. Unicité, 2023.
- Le saphir du cœur, Ed. Unicité, 2022.
- Cet outrerose qui fascinait, 2022
- Ce rien d'osier m'éclaire, Ed. Unicité, 2020.
- La porcelaine de l'aveu, Ed. L'Harmattan, Collection Poésie(s), 2019.
- L'éternité des alliances, Ed. Unicité, 2018.
- La reine des dunes, Ed. La Mélancolie bleue, 2017.
- L'éden des roses antiques, Ed. L'Harmattan, Collection des 5 continents, 2016.
- L'offrande des ciels, Ed. L'Harmattan, Collection Poésie(s), 2015.
- Un ciel d'audace, Ed. La Mélancolie bleue, 2014.
- La parodie des nuages, Ed. La Porte, 2014.
- Les blés de l'aube, Ed. La Mélancolie bleue, 2013 (livre d'artiste coécrit avec Patrick Thuillier).
- Coraux de rêves, Ed. La Mélancolie bleue, 2013.
- L’âme d’une sonate, Ed. La Porte, 2013.
- Tropiques suivi de Le temple des émois, Ed. La Mélancolie bleue, 2012 (ISBN 978-2-9538957-2-8).
- Duos en aparté suivi de Arabesques intimes, Ed. La Mélancolie bleue, 2012  (ISBN 978-2-9538957-3-5).
- Un archipel en fleurs, Ed. La Mélancolie bleue, 2011 (ISBN 978-2-9538957-1-1).
- La flamme de l’autre, Ed. La Mélancolie bleue, 2011 (ISBN 978-2-9538957-0-4).
- L'amphore du sage, Ed. La Porte, 2010.
- Symphonie de l'âme, Ed. La Bartavelle, 2009.
- Solstice des lumières, Ed. La Bartavelle, 2007  (ISBN 2-87744-831-2).
- Le guetteur nomade, Ed. La Porte, 2006.
- Requiem d'atomes, Ed. La Bartavelle, 2006.
- Le penseur des chemins, Ed. La Porte, 2005.
- Le clavecin d'un soleil, Ed. La Bartavelle, 2004.
- Lumières en fuite, Ed. Editinter, 2003  (ISBN 2-84846-019-9).
- Dans l'errance des fleurs, Ed. du Petit Véhicule, 2003.
- Les embruns du désir ; suivi de Fleuve noir, Ed. du Petit Véhicule, 2002  (ISBN 2-84273-320-7).
- Cythane pour confidente, Ed. du Petit Véhicule, 2001.
- Le jardin des âmes, Brest, Ed. An Amzer, 2001  (ISBN 2-908083-61-2).
- Le cœur sur la plume, autoédition, 1998.